# Guillaume Tell (Rossini)
Guillaume Tell (deutsch: Wilhelm Tell; italienisch: Guglielmo Tell) ist eine Oper in vier Akten und sechs Bildern von Gioachino Rossini. Sie ist seine letzte Oper und zugleich seine einzige vollständig neukomponierte Grand opéra. Den Text verfassten Étienne de Jouy und Hippolyte Bis nach dem gleichnamigen Schauspiel von Friedrich Schiller. Die Uraufführung fand am 3. August 1829 an der Académie Royale de Musique in Paris statt.

## Handlung
Die Oper behandelt den Befreiungskampf der Schweizer unter dem sagenhaften Wilhelm Tell gegen die Herrschaft der Habsburger am Anfang des 14. Jahrhunderts. Die Handlung folgt in ihren Grundzügen dem Schauspiel Schillers. Im Gegensatz zu den dort vorherrschenden Diskussionen und moralischen Entwicklungen legt das Libretto naturgemäß größeren Wert auf lyrische Situationen, in denen der Stillstand der Handlung die Entfaltung des Gesangs erlaubt. Die Anzahl der handelnden Personen wurde von 42 auf 11 reduziert und die Habsburgererbin Berta von Brunegg durch die Prinzessin Mathilde ersetzt, die sich im Verlauf der Oper auf die Seite der Schweizer schlägt.:142f.
Zu Beginn feiern Dorfbewohner im Kanton Uri eine dreifache Hochzeit. Den Vorsitz führt der alte Melcthal. Dessen Sohn Arnold liebt die Habsburgerprinzessin Mathilde und muss sich zwischen Liebe und Vaterland entscheiden. Das Fest wird durch den Hirten Leuthold unterbrochen, der sich auf der Flucht vor den Habsburger Soldaten unter ihrem Anführer Rodolphe befindet. Tell bringt Leuthold über den Vierwaldstättersee in Sicherheit. Rodolphe lässt Melcthal festnehmen und das Dorf in Brand stecken.
Im zweiten Akt treffen sich Arnold und Mathilde und versichern einander ihre Liebe. Als Arnold erfährt, dass sein Vater von den Soldaten getötet wurde, beschließt er endgültig, sich dem Freiheitskampf anzuschließen. Die Vertreter der drei Urkantone ernennen Tell zu ihrem Anführer und schwören, bis zum Tod für die Freiheit zu kämpfen.
Der dritte Akt zeigt ein Fest zu Ehren der Habsburger, bei dem der Reichsvogt Gesler die Einwohner demütigt, indem er sie zwingt, sich vor einer Stange mit seinem Hut zu verbeugen. Als Tell sich weigert, befiehlt er ihm, einen Apfel vom Kopf seines Sohnes Jemmy herunterzuschießen. Tell gelingt das Kunststück, wird aber dennoch von Gesler festgenommen.
Im vierten Akt beraten die Schweizer über ihr weiteres Vorgehen. Während Tell von Gesler und seinen Soldaten über den See transportiert wird, bricht ein Sturm aus. Nur Tell selbst kann das Schiff noch steuern und wird zu diesem Zweck von seinen Fesseln befreit. Er springt an Land und überlässt die Soldaten ihrem Schicksal. Unterdessen hat Jemmy seine Hütte in Brand gesteckt, um den Aufständischen das Signal zum Beginn der Kämpfe zu geben. Da sich Gesler und die Soldaten vor dem Sturm retten konnten, erschießt Tell Gesler mit seiner Armbrust. Arnold verkündet, dass auch die Festung Altdorf bezwungen wurde. Somit steht der Freiheit nichts mehr im Wege.

### Erster Akt
Das Dorf Bürglen im Kanton Uri
Rechts das Haus von Guillaume Tell; links der Gebirgsbach des Schächentals, über den eine Brücke führt; ein Boot ist am Ufer festgebunden.
Szene 1. In einem Schweizer Dorf wird ein Fest vorbereitet (Introduktion: „Quel jour serein le ciel présage“). Während sich vor seinem Haus seine Frau Hedwige, sein Sohn Jemmy und ein Fischer unterhalten, beklagt Guillaume Tell den Verlust der Freiheit seines Vaterlands durch die Habsburger (Quartett: „Accours dans ma nacelle“).
Szene 2. Der alte Melcthal und sein Sohn Arnold kommen hinzu. Melcthal soll den Vorsitz der Feierlichkeiten übernehmen, bei denen drei Paare getraut werden.
Szene 3. Melcthal neckt seinen Sohn damit, dass es für ihn ebenfalls an der Zeit wäre zu heiraten. Alle außer Arnold betreten das Haus, um der Hitze des Tages zu entkommen.
Szene 4. Allein zurückgeblieben, bekennt Arnold, dass er in die schöne Habsburgerprinzessin Mathilde verliebt sei und sich dadurch sein Volk zu Feinden machen könnte. Da sie jetzt mit dem verhassten Reichsvogt Gesler auf der Jagd ist, will er ihr entgegengehen.
Szene 5. Tell, der gerade aus seinem Hause tritt, bemerkt die Traurigkeit Arnolds und mahnt ihn an seine patriotischen Pflichten (Duett: „Où vas-tu? quel transport t’agite?“). Arnold, der hin- und hergerissen ist zwischen dem Vaterland und seiner Geliebten, entscheidet sich schließlich doch dafür, sich den Aufständischen anzuschließen.
Szene 6. Das Dorffest beginnt. Melcthal segnet die drei Brautpaare. Die Anwesenden wünschen ihnen alles Gute (Chor: „Ciel, qui du monde es la parure“). [In einer späteren Fassung der Szene hält Melcthal den Paaren anschließend einen leidenschaftlichen Vortrag über ihre vaterländischen Pflichten.] Unterdessen ist in der Ferne Hörnerklang von Geslers Jagdgesellschaft zu hören, bei der sich auch Mathilde befindet. Arnold schleicht sich davon, um seine Geliebte wiederzusehen.

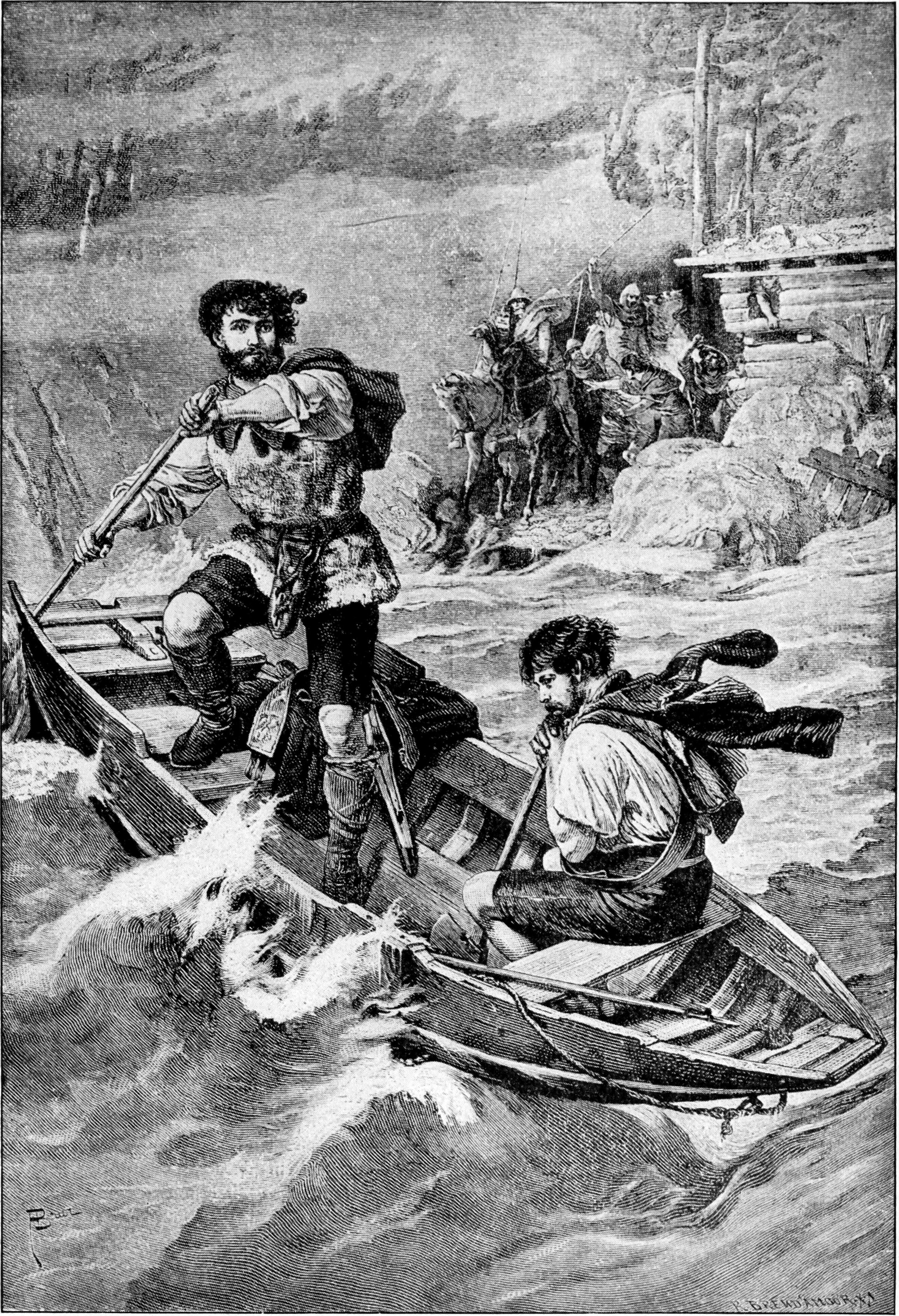
Tell rudert Leuthold über den See (I.10)

Szene 7. Tell, der sah, wie sich Arnold entfernte, geht ihm nach. Hedwige soll das Fest wieder in Gang bringen.
Szene 8. Es wird gesungen (Chor: „Hyménée, ta journée fortunée luit pour nous“) und getanzt (Pas de six und Pas d’archers). Bei einem Bogenschießen geht Tells Sohn Jemmy als Sieger hervor (Chor: „Gloire, honneur au fils de Tell“).
Szene 9. Plötzlich wird das Fest jäh unterbrochen. Der Hirte Leuthold rennt ins Dorf, auf der Flucht vor Geslers Soldaten. Er hat einen Soldaten getötet, der seine Tochter entführen wollte. Er bittet einen Fischer, ihn über den Vierwaldstättersee in Sicherheit zu bringen. Doch für diesen ist der Sturm zu stark.
Szene 10. Tell kehrt ohne Arnold zurück. Er erklärt sich bereit, Leuthold mit dem Boot über den See zu bringen.
Szene 11. Die Dorfbewohner bitten Gott um eine glückliche Überfahrt der beiden (Finale: „Dieu de bonté, Dieu tout-puissant“). Nachdem das Boot abgelegt hat, erscheint Rodolphe, der verhasste Anführer von Geslers Soldaten, auf der Suche nach Leuthold. Die Flüchtigen erreichen unterdessen das rettende Ufer. Rodolphe befragt die Anwesenden, wer Leuthold bei seiner Flucht geholfen habe – doch keiner gibt ihm Antwort. Der alte Melcthal erklärt Rodolphe, dass dieses Land keine Verräter beherberge. Rodolphe lässt Melcthal verhaften und das Dorf in Brand stecken. Die Einwohner schwören Rache an den Unterdrückern (Ensemble: „Que du ravage“). Aber da sie keine Waffen tragen, können sie nicht verhindern, dass Melcthal gewaltsam fortgeschleppt wird.

### Zweiter Akt
Die Hochebene von Rütli mit Blick auf den Vierwaldstättersee
Am Horizont sind die Berggipfel von Schwyz zu sehen; im Tal befindet sich das Dorf Brunnen. Dichte Tannen auf beiden Seiten vervollständigen die Einsamkeit.
Szene 1. Ein Jagdzug zieht vorüber. Die Teilnehmer drücken ihre Freude über das Jagdvergnügen aus (Chor der Jäger: „Quelle sauvage harmonie“). Unterdessen treiben Hirten in den Bergen ihre Herden ins Tal.
Szene 2. Mathilde hat sich von der Jagdgesellschaft entfernt, um ihren Geliebten Arnold zu treffen. Sie besingt die Schönheit der Natur, die sie dem Prunk der Paläste vorzieht (Romanze „Sombre forêt“).
Szene 3. Als Arnold eintrifft, spricht er die Standesunterschiede an, die ihrer Verbindung im Wege stehen. Sie versichert ihm ihre Liebe und sagt ihm, wenn er auf dem Feld der Ehre Heldentaten vollbringe, habe er für die Welt jedes Anrecht, um ihre Hand anzuhalten (Duett: „Oui, vous l’arrachez à mon âme“). Sie versprechen, sich am kommenden Tage wieder zu sehen. Mathilde zieht sich vorsichtshalber zurück, als sich das Nahen Tells und Walters ankündigt.

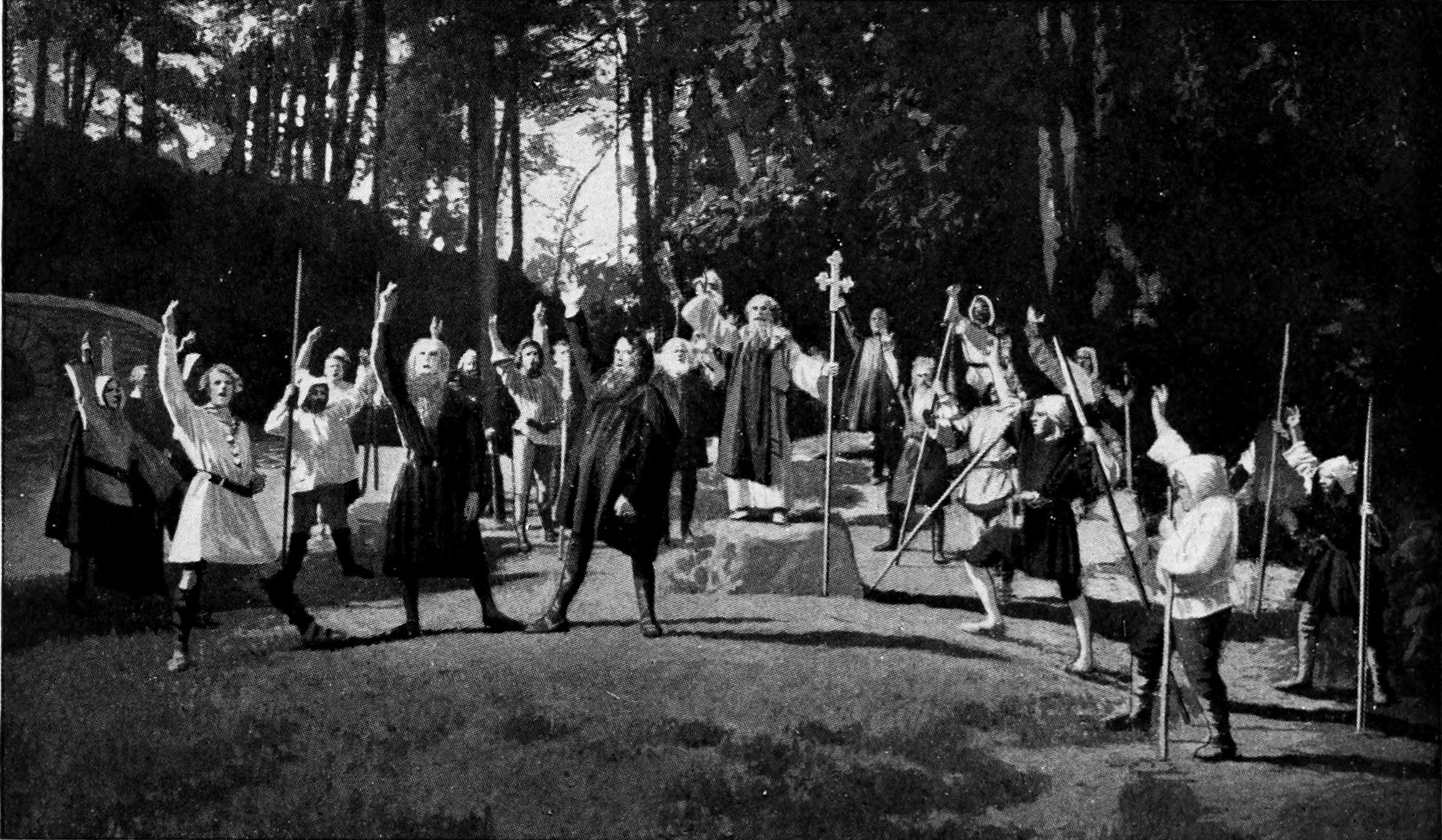
Der Rütlischwur (II.7), Darstellung nach einer Schweizer Freiluftaufführung (um 1915)

Szene 4. Tell hat Mathilde noch gesehen. Sein Misstrauen gegen Arnold ist geweckt, und er macht ihm schwere Vorwürfe. Walther Furst teilt Arnold mit, dass sein Vater von den Soldaten erschlagen wurde. Sofort schließt sich Arnold dem Freiheitskampf Tells an (Terzett: „Quand l’Helvétie est un champ de supplices“). Geräusche aus dem Wald verkünden die Ankunft einer größeren Menschenmenge (Finale: „Des profondeurs du bois immense“).
Szene 5. Die Vertreter des Urkantons Unterwalden erscheinen, um sich dem Kampf anzuschließen.
Szene 6. Auch die Vertreter des Kantons Schwyz treffen ein.
Szene 7. Zuletzt kommen die Repräsentanten des Kantons Uri. Alle gemeinsam ernennen Tell zu ihrem Anführer. Im Rütlischwur versichern alle, für die Freiheit des Vaterlandes bis in den Tod zu kämpfen (Eid: „Jurons, jurons par nos dangers“).

### Dritter Akt
Das Innere der Ruine einer alten Kapelle, die an die Gärten des Palastes von Altdorf grenzt
Szene 1. Bei einem Treffen erzählt Arnold Mathilde vom Mord an seinem Vater, und dass er sich dem Freiheitskampf angeschlossen habe. Mathilde ist verzweifelt, aber sie versteht seine Entscheidung und fleht ihn an, auf sich acht zu geben (Arie: „Pour notre amour“). Beide trennen sich, scheinbar für immer (Cabaletta: „Sur la rive étrangère“).
Der Marktplatz zu Altdorf mit der Burg Geslers im Hintergrund

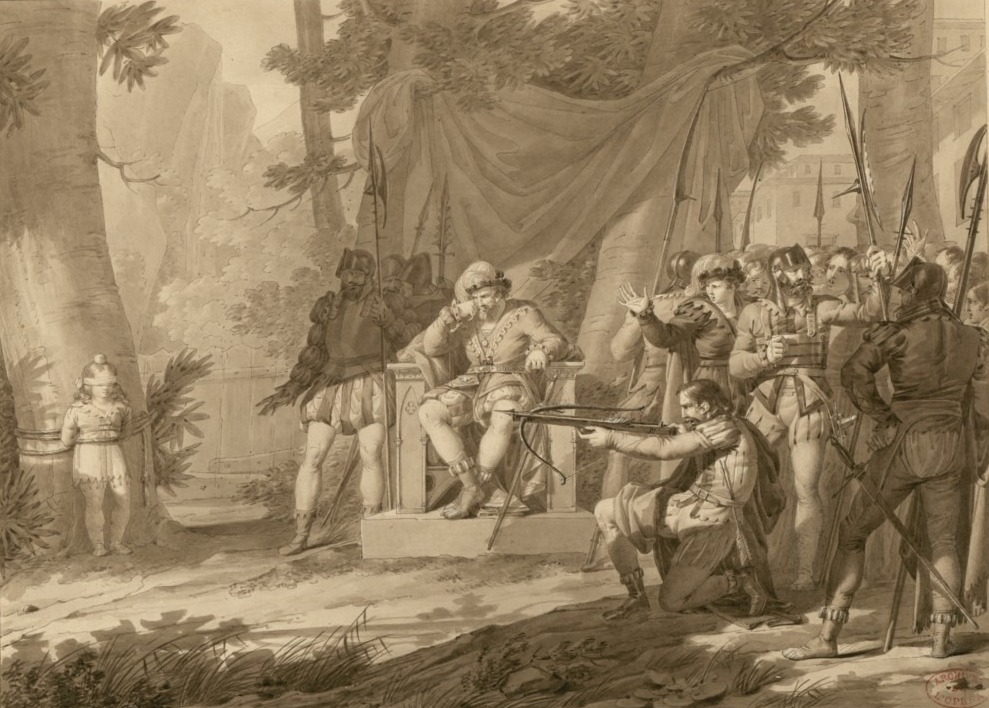
Der Apfelschuss (III.3), Entwurf zu einem Stich von Charles Chasselat (1829)

Szene 2. In Altdorf lässt der Reichsvogt Gesler den Jahrestag der Habsburgischen Herrschaft feiern (Marsch und Chor: „Gloire au pouvoir suprême“). Als Demütigung für die Schweizer hat Gesler eine Stange mit seinem Hut darauf aufstellen lassen, vor dem sich jeder Untertan verneigen muss, der daran vorbeigeht. Die Feier beginnt. Soldaten zwingen die Schweizer Frauen, mitzutanzen. Tiroler und Tirolerinnen singen ein volkstümliches Lied (Pas de trois – Chor Tyrolienne: „Toi que l’oiseau ne suivrait pas“ – Pas de soldats).

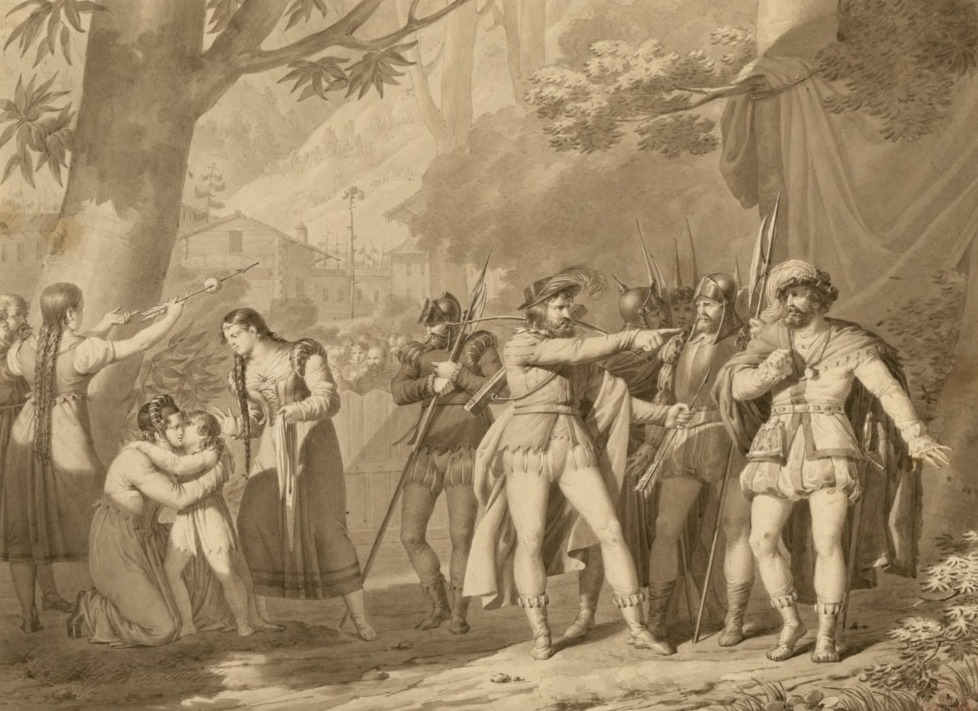
Die Festnahme Tells (III.3)

Szene 3. Soldaten führen Tell und seinen Sohn Jemmy vor die Stange mit dem Hut. Da Tell sich weigert, sein Haupt zu beugen, nimmt Rodolphe ihn fest und führt ihn vor Gesler. Zudem erkennt er in Tell den Mann, der Leuthold über den See ruderte (Chor: „C’est là cet archer redoutable“). Während Gesler und Rodolphe Tell mit dem Tod drohen, drängt dieser seinen Sohn zur Flucht – aber Jemmy will lieber bei seinem Vater bleiben und sterben (Quartett: „Tant d’orgueil me lasse“). Tell wird entwaffnet. Gesler lässt ihn seine ganze Grausamkeit spüren. Da er bemerkt, dass die Sorge Tells einzig seinem Sohn gilt, befiehlt er ihm, einen Apfel vom Kopf des eigenen Kindes zu schießen. Vor lauter Angst demütigt sich Tell, wirft sich sogar Gesler zu Füßen – aber dieser bleibt hartherzig. [In einer noch vor der Premiere gestrichenen Fassung der Szene besingt Jemmy seine Furchtlosigkeit im Angesicht des Todes (Arie: „Ah, que ton âme se rassure“).] Tell gewinnt seine Zuversicht zurück und segnet Jemmy (Szene: „Je te bénis en répandant des larmes“). Man gibt ihm seine Armbrust und den Köcher. Tell nimmt daraus zwei Bolzen, von denen er einen verbirgt. Er sagt seinem Sohn, dass er sich nicht rühren soll (Arie: „Sois immobile“), zielt und schießt den Apfel vom Kopf. Gesler bemerkt den zweiten Bolzen und fragt Tell nach dem Grund. Tell antwortet, dass dieser Bolzen für ihn, Gesler, bestimmt gewesen sei. Der Reichsvogt lässt Tell und seinen Sohn verhaften, um sie hinzurichten.
Szene 4. Mathilde, die gerade noch rechtzeitig dazukommt und entsetzt über die Brutalität Geslers ist, befreit den Knaben (Finale: „Qu’ai-je appris? sacrifice affreux!“). Tell dagegen soll in Ketten über den See nach Küssnacht gebracht werden, wo er den Reptilien zum Fraß vorgeworfen werden soll. Während dieser Ereignisse hat sich die Stimmung im Volk gewandelt. Man drückt nun seinen Hass und Abscheu gegen die Tyrannen offen aus. Nur die Soldaten bejubeln Gessler weiterhin.

### Vierter Akt
In der Hütte des alten Melcthal
Szene 1. In der Hütte seines Vaters beklagt Arnold die Festnahme Tells und denkt an seinen Vater (Arie: „Asile héréditaire“).
Szene 2. Immer mehr Schweizer, welche die Unterdrückung beenden wollen, eilen zu ihm (Chor: „Guillaume est prisonnier et nous sommes sans armes“). Arnold ruft sie auf, ihm bei seiner Rache zu folgen (Cabaletta: „Amis, amis, secondez ma vengeance“).
Felsgegend am Vierwaldstättersee

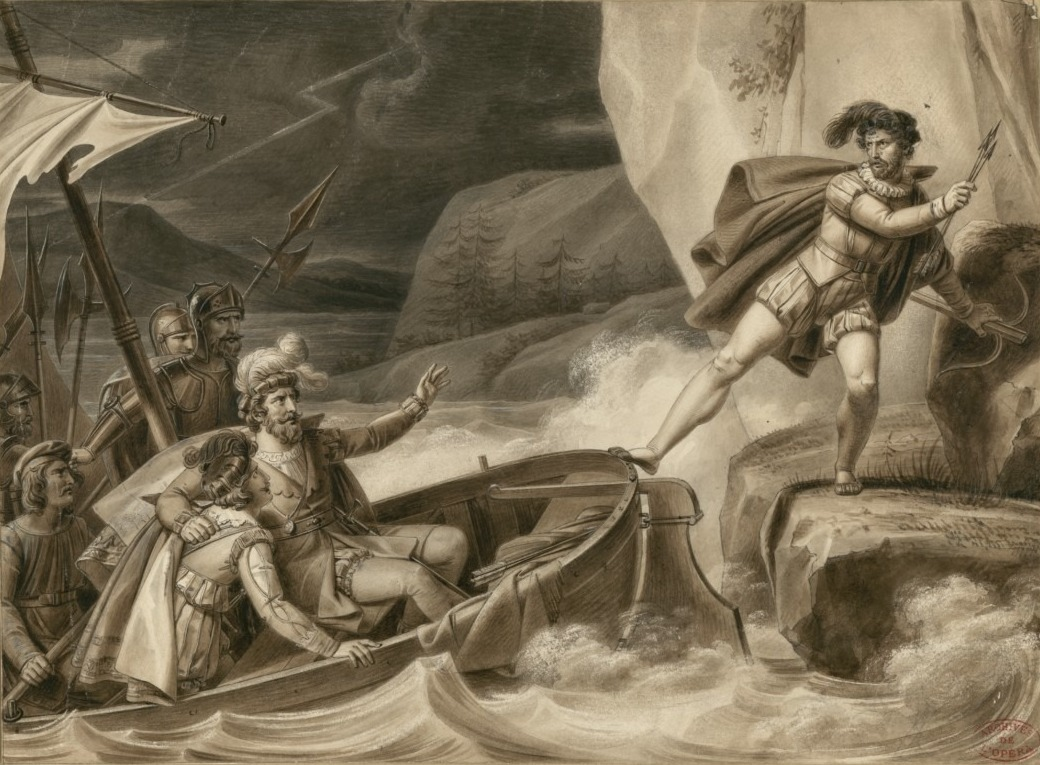
Tell stößt das Boot zurück (IV.7)

Szene 3. Hedwige ist entschlossen, zu Gesler zu gehen. Ihre Freundinnen raten ab, da sie dort nur der Tod erwarte (Szene und Rezitativ: „Où vas-tu? ta douleur t’égare“).
Szene 4. Mathilde bringt Jemmy zu seiner Mutter zurück. Sie umarmen einander (Terzett: „Je rends à vostre amour un fils digne de vous“). Mathilde schlägt vor, als freiwillige Geisel bei den Schweizern zu bleiben, um Tells Rückkehr sicherzustellen. Da erinnert sich Jemmy an die Worte seines Vaters: Ein Feuerzeichen soll das Signal für die Eidgenossen sein. Er entfernt sich.
Szene 5. Auf dem See bricht ein Sturm aus. Hedwige, Mathilde und die anderen beten um die Rettung Tells (Gebet: „Toi, qui du faible est l'espérance“).
Szene 6. Leuthold berichtet, dass Tell während des Sturms über den See gerudert werden sollte. Nur er habe in dieser Lage das Schiff noch steuern können und wurde deshalb von seinen Fesseln befreit. Mathilde, Hedwige und Leuthold eilen zum Ufer.
Szene 7. Im Boot flehen Gesler und die verängstigten Soldaten Tell an, sie zu retten. Tell aber springt an Land und stößt das Boot mit ihnen zurück auf den See.

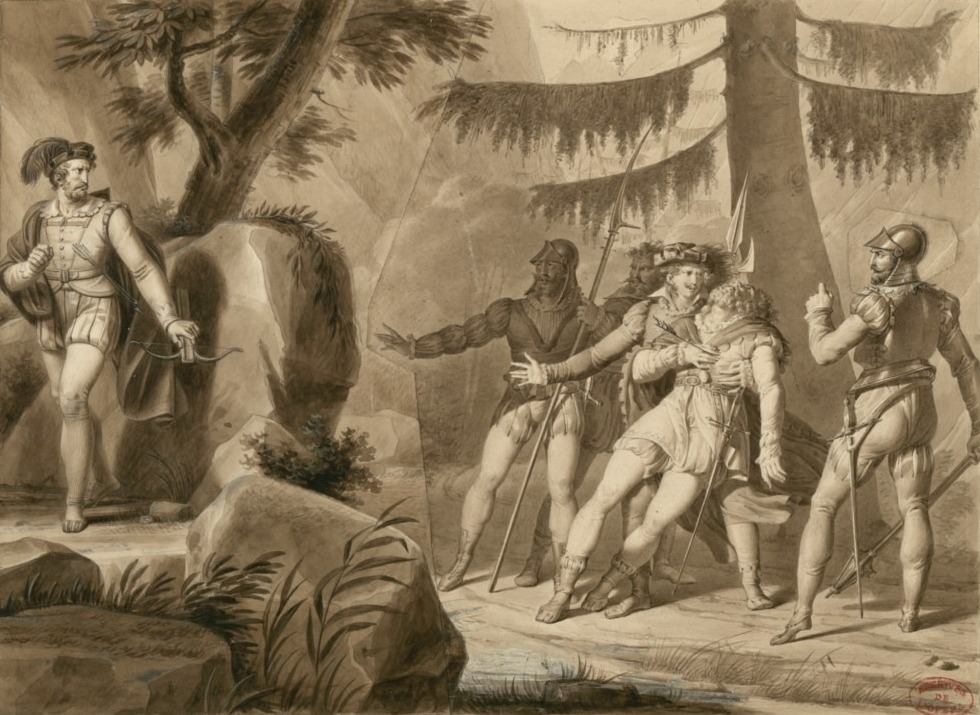
Tell erschießt Gesler (IV.9)

Szene 8. Hedwige und Jemmy begrüßen Tell erleichtert. Der bemerkt, dass seine Hütte brennt: Jemmy hat sie als Signal für die Eidgenossen in Brand gesteckt. Armbrust und Köcher seines Vaters hatte er zuvor in Sicherheit gebracht.
Szene 9. Gesler konnte sich aus dem Boot retten. Er und die Soldaten schreien nach Rache. Tell spannt seine Armbrust und tötet den Tyrannen.
Szene 10. Walter und die Aufständischen treffen ein, um den Kampf gegen den Reichsvogt aufzunehmen. Tell unterrichtet sie von dessen Untergang. Alle feiern Tell als Befreier. Der erinnert sie daran, dass immer noch die Festung von Altdorf ihrer Freiheit im Wege stehe.
Szene 11. Kurz darauf erscheint Arnold mit seinen Genossen und verkündet, dass Altdorf in ihren Händen sei. Auch der Sturm hat sich nun gelegt und öffnet den Blick auf die Landschaft der Schweiz mit dem Vierwaldstättersee, den Bergen und sonnenbestrahlten Gletschern. Ein großer Freiheitschor beschließt die Oper.

## Gestaltung

### Instrumentation
Die Orchesterbesetzung der Oper enthält die folgenden Instrumente:
- Holzbläser: drei Flöten (auch Piccolo), zwei Oboen (Englischhörner), zwei Klarinetten, zwei Fagotte
- Blechbläser: vier Hörner, zwei Trompeten, drei Posaunen
- Schlagzeug: Pauken, Triangel, Große Trommel, Becken, Tamtam, Glocken
- zwei Harfen
- Streicher
- auf der Bühne: vier Hörner

### Musiknummern
Die Oper enthält die folgenden Musiknummern:
- Ouvertüre

Erster Akt
- Nr. 1. Introduktion: „Quel jour serein le ciel présage“ (Szene 1)
  - Quartett (Guillaume, Hedwige, Jemmy, Fischer): „Accours dans ma nacelle“ (Szene 1)
  - Rezitativ: „Contre les feux du jour“ (Szene 3)
- Nr. 2. Duett (Guillaume, Arnold): „Où vas-tu? quel transport t’agite?“ (Szene 5)
  - Rezitativ: „Sur nos têtes le soleil brille“ (Szene 6)
- Nr. 3. Chor: „Ciel, qui du monde es la parure“ (Szene 6)
  - Rezitativ: „Des antiques vertus“ (Szene 6bis)
- Nr. 4. Chor: „Hyménée, ta journée fortunée luit pour nous“ (Szene 8)
- Nr. 5. Pas de six
- Nr. 6. Pas d’archers und Chor: „Gloire, honneur au fils de Tell“ („Seht, der Tell lebt uns im Sohn“)
  - Rezitativ: „Pâle et tremblant se soutenant à peine“ (Szene 9)
- Nr. 7. Finale: „Dieu de bonté, Dieu tout-puissant“ (Szene 11)
  - Ensemble: „Que du ravage“ (Szene 11)

Zweiter Akt
- Nr. 8. Chor der Jäger: „Quelle sauvage harmonie“ (Szene 1)
- Nr. 9. Rezitativ (Mathilde): „Ils s’éloignent enfin“ (Szene 2)
  - Romanze (Mathilde): „Sombre forêt“ (Szene 2)
  - Rezitativ: „Ma présence pour vous“ (Szene 3)
- Nr. 10. Duett (Arnold, Mathilde): „Oui, vous l’arrachez à mon âme“ (Szene 3)
  - Rezitativ: „On vient, séparons-nous“ (Szene 3)
- Nr. 11. Terzett (Arnold, Guillaume, Walter Furst): „Quand l’Helvétie est un champ de supplices“ – „Qu’entends-je? ô crime! hélas! j’expire!“ (Szene 4)
- Nr. 12. Finale: „Des profondeurs du bois immense“ (Szene 4–7)
  - Eid: „Jurons, jurons par nos dangers“ (Szene 7)

Dritter Akt
- Nr. 13. Rezitativ und Duett (Arnold, Mathilde): „Arnold, d’où naît ce désespoir“ (Szene 1)
  - Arie (Mathilde): „Pour notre amour“ (Szene 1)
  - Cabaletta (Mathilde): „Sur la rive étrangère“ (Szene 1)
- Nr. 14. Marsch und Chor: „Gloire au pouvoir suprême“ (Szene 2)
  - Rezitativ: „Que l’empire Germain de votre obéissance“ (Szene 2)
- Nr. 15. Pas de trois und Chor Tyrolienne: „Toi que l’oiseau ne suivrait pas“ (Szene 2)
- Nr. 16. Pas de soldats
  - Rezitativ: „Audacieux, incline-toi!“ (Szene 3)
- Nr. 17. Quartett (Gesler, Rodolphe, Guillaume, Jemmy): „Tant d’orgueil me lasse“ (Szene 3)
  - Chor: „C’est là cet archer redoutable“ (Szene 3)
  - Rezitativ: „Rejoins ta mère, je l’ordonne“ (Szene 3)
  - Arie (Jemmy): „Ah, que ton âme se rassure“ (Szene 3, noch vor der Premiere gestrichen)
  - Arie (Guillaume): „Sois immobile“ (Szene 3)
- Nr. 18. Szene: „Je te bénis en répandant des larmes“ (Szene 3)
  - Finale: „Qu’ai-je appris? sacrifice affreux!“ (Szene 4)

Vierter Akt
- Nr. 19. Rezitativ: „Ne m’abondonne point espoir de la vengeance“ (Szene 1)
  - Arie (Arnold): „Asile héréditaire“ (Szene 1)
  - Chor: „Guillaume est prisonnier et nous sommes sans armes“ (Szene 2)
  - Cabaletta (Arnold): „Amis, amis, secondez ma vengeance“ (Szene 2)
  - Szene und Rezitativ: „Où vas-tu? ta douleur t’égare“ (Szene 3)
- Nr. 20. Terzett (Mathilde, Hedwige, Jemmy): „Je rends à votre amour un fils digne de vous“ (Szene 4)
- Nr. 21. Szene, Gebet und Finale „Quoi! dans nos maux, acceptant un partage“ (Szene 4–11)
  - Gebet (Hedwige): „Toi, qui du faible est l’espérance“ (Szene 5)

### Musik
Eine Besonderheit der Oper Guillaume Tell ist die wiederholte Verwendung von Kuhreihen (französisch: Ranz des vaches), den typischen Weisen der schweizerischen Hirten, die sie beim Hüten der Herden spielen oder singen. Insgesamt verarbeitete Rossini zehn solcher Melodien, die er vermutlich George Tarennes Recherches sur les Ranz de vaches ou sur les chansons pastorales des bergers de la Suisse aus dem Jahr 1813 entnahm. Er nutzte sie auf unterschiedliche Weise, um ein einheitliches Lokalkolorit zu schaffen. Oft enthält die musikalische Struktur lediglich Fragmente daraus, gelegentlich wird eine solche Melodie aber auch zu einem echten Thema ausgeweitet und bei wiederholtem Auftreten variiert. Ein Beispiel dafür ist ein Thema, das schon Rousseau in seinem Dictionnaire de musique von 1768 zitierte, das auch bei Tarenne enthalten ist. Bei Rossini bildet er im zweiten Akt die Ruderschläge auf dem See ab, wird zu Beginn des vierten Akts zum Kampfaufruf Arnolds und kehrt auch als Motiv der Befreiung im Finale wieder.:456
Die Ouvertüre ist vierteilig und unterscheidet sich in ihrem Aufbau und in ihrer Funktion deutlich von den anderen Rossini-Ouvertüren. Sie kündigt bereits „die Handlung der Oper durch deskriptive musikalische Mittel“ an::456
1. Andante für fünf Solocelli: Hector Berlioz beschrieb es als „Ruhe und tiefe Einsamkeit, die feierliche Stille der Natur, wenn die menschlichen Leidenschaften schweigen“.[6]:286
2. Allegro: eine naturalistische Sturmmusik.[5]:456
3. Andante: eine ländliche Hirtenszene mit Kuhreihen und einem Solo des Englischhorns, das von der Flöte erst als Echo und dann mit Verzierungen beantwortet wird.[5]:456 Richard Osborne hielt es für „das schönste [der] vielen Englischhornsoli“ Rossinis. Ein Triangel assoziiert die Glocken der Schafe.[6]:286
4. Allegro vivace: Eine Trompetenfanfare leitet in den abschließenden Galopp (moto perpetuo) über.[7]:133

Der zweite Akt beginnt mit einem Jägerchor (Nr. 8, „Quelle sauvage harmonie“), der „von einem Abendlied der Landleute in eine exquisite smorzando-Passage in fortlaufenden Quinten und Oktaven übergeleitet wird“.:288 Mathildes Romanze (Nr. 9, „Sombre forêt“, Szene 2) ist eine sorgfältig instrumentierte Strophenarie im französischen Stil. Jede Strophe wird von einem sanften Paukenwirbel eingeleitet – Richard Osborne zufolge „eine der bewegendsten kleinen Instrumentalgebärden in der ganzen Oper“.:288 Das Terzett (Nr. 11, „Quand l’Helvétie est un champ de supplices“, Szene 4), in dem Arnold durch Walter und Tell vom Tod seines Vaters erfährt, ist ein Ensemblesatz voller musikalischer und psychologischer Details. Beim Rütlischwur am Tagesanbruch („Jurons, jurons par nos dangers“, in Nr. 12, Szene 7) wird nach einem leisen Trommelwirbel der Waffenruf „Aux armes!“ dreimal wiederholt. Es folgt eine 16 Takte lange Coda des Orchesters. Richard Osborne schrieb dazu: „Große Sparsamkeit und ungeheure Gewalt kommen hier zusammen.“:289
Die Cabaletta der Mathilde in ihrer Abschiedsszene von Arnold am Anfang des dritten Akts („Sur la rive étrangère“, in Nr. 13, Szene 1) erschien Osborne als „ganz besonders schön, dicht und klagend, ruhig und sanft“.:289 Im Tyrolienne-Chor („Toi que l’oiseau ne suivrait pas“, in Nr. 15, Szene 2), der ohne Orchesterbegleitung auskommt, geben die Männerstimmen den Rhythmus vor.:290 Tells Arie „Sois immobile“ (in Nr. 17, Szene 3), in der er seinen Sohn vor dem gefährlichen Bogenschuss zur Bewegungslosigkeit mahnt, steht im Zentrum der Oper. Sie ist eine von Rossinis persönlichsten Wendungen. Am Anfang steht eine Passage für Solocello, die an eine Passion von Bach erinnert.
Die lyrische Andantino-Arie Arnolds am Anfang des vierten Akts („Asile héréditaire“, in Nr. 19, Szene 1) mit der anschließenden Cabaletta („Amis, amis, secondez ma vengeance“) gilt als eines der schwierigsten Tenor-Stücke des Repertoires. Für Berlioz war sie das schönste Solostück der Oper.:290:134 Das Andantino-Terzett Mathilde/Hedwige/Jemmy („Je rends à votre amour“, Nr. 20, Szene 4) hält Richard Osborne für „ähnlich rührend wie die Micaëla-Nebenhandlung in Carmen.“:291 Das Gebet Hedwiges („Toi, qui du faible est l’espérance“, in Nr. 21; Szene 5) vor dem Hintergrund des Sturmes erweitert sich zunächst zu einem Duett und dann zu einem Chor.:291

## Werkgeschichte

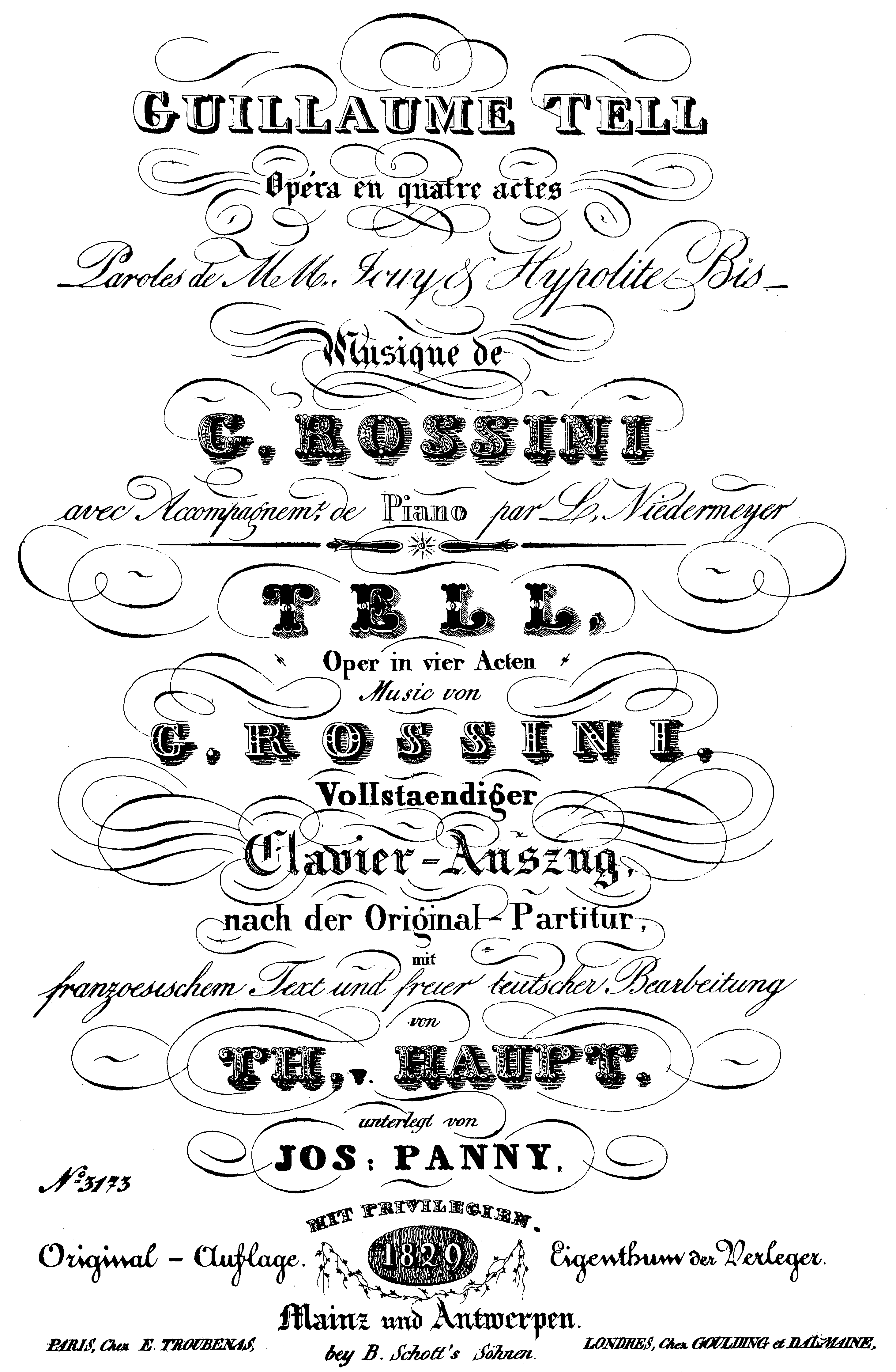
Titelblatt des Klavierauszugs, Paris 1829

Die in Paris erscheinende Zeitschrift La Revue musicale schrieb im April 1828, Rossini habe ein neues Werk unter dem Titel Guillaume Tell versprochen, doch habe er zugleich erklärt, dass diese Oper die letzte aus seiner Feder sein werde.:187 Tatsächlich komponierte Rossini danach keine weitere Oper mehr. Der 36-jährige Rossini fühlte sich ausgebrannt und war gesundheitlich angeschlagen. Er hatte in gut zwei Jahrzehnten bis zu fünf Opern jährlich für verschiedene Opernhäuser komponiert – fast immer Auftragsopern. Nun war er finanziell unabhängig. Dennoch hatte er sich bereit erklärt, noch vier weitere Opern zu komponieren, wenn er ein entsprechend hohes Gehalt, eine lebenslange Rente und ein Jahrzehnt für die Fertigstellung dieser Werke erhielte. Ein solcher Vertrag kam jedoch nicht zustande.:191 Guillaume Tell ist Rossinis erste neukomponierte Grand opéra für ein Pariser Publikum. Seine anderen großen französischen Opern waren Umarbeitungen früherer italienischer Werke des Komponisten, die beide am Neapolitaner Teatro San Carlo uraufgeführt worden waren. So beruhte Le siège de Corinthe auf Maometto II, Moïse et Pharaon auf Mosè in Egitto.
Als Librettist wollte Rossini zuerst Eugène Scribe verpflichten, der schon das Libretto für Le comte Ory geschrieben hatte. Scribe schlug zwei Stoffe vor, die Rossini jedoch ablehnte: Gustave III, das 1833 von Daniel-François-Esprit Auber und später unter dem Titel Un ballo in maschera von Giuseppe Verdi vertont wurde, sowie La Juive, die 1835 von Fromental Halévy komponiert wurde. Étienne de Jouys Libretto-Bearbeitung von Schillers Wilhelm Tell fand hingegen Rossinis Zustimmung. Diese enthielt auch Elemente aus Jean-Pierre Claris de Florians 1800 posthum erschienenem Guillaume Tell ou la Suisse libre.:91
Hippolyte Bis erhielt von Rossini den Auftrag, Jouys Libretto zu überarbeiten. Bis schrieb vor allem den problematischen zweiten Akt um und kam am Ende auf einen akzeptablen Umfang des Librettos. Eine Szene diskutierte Rossini noch mit dem revolutionären Armand Marrast, dem Tutor der Kinder seines Bankierfreundes Alexandre Aguado.:132 Des Weiteren half Adolphe Crémieux bei der Konzeption des Finales des zweiten Akts. Die Mitwirkung von Marrast und Crémieux wird von Elizabeth Bartlet, der Herausgeberin der kritischen Ausgabe, allerdings bezweifelt.:453 Nach der Fertigstellung der Partitur fand Rossini die Oper immer noch zu lang. Daher strich er noch vor der Uraufführung einige Rezitative, eine Arie und den Schluss des zweiten Akts.:140
Die Uraufführung war zunächst spätestens für den 15. Juli 1829 vorgesehen. Geprobt wurde bereits ab Februar 1829. Aufgrund von Vertragsdifferenzen mit König Karl X., der Schwangerschaft der Hauptdarstellerin Laure Cinti-Damoreau und möglicherweise auch weil die Oper nicht rechtzeitig fertig war, musste der Termin verschoben werden.:454 Als Ersatz für Cinti-Damoreau wurde nun Annetta Maraffa-Fischer engagiert. Diese gefiel dem Pariser Publikum jedoch nicht. Daher verschob man die Premiere, und Rossini konnte die Partitur in größerer Ruhe fertigstellen. Eine letzte Verzögerung wurde durch eine Heiserkeit der inzwischen wieder verfügbaren Cinti-Damoreau verursacht.:189 Noch vor der Premiere erhielt Rossini für die Druckrechte von Eugène Troupenas die Summe von 24000 Francs.:93 Daher waren die Noten sehr frühzeitig verfügbar – entsprachen aber aufgrund der letzten Änderungen Rossinis nicht mehr vollständig der Musik der ersten Aufführungen.
Die Uraufführung erfolgte schließlich am 3. August 1829 unter der Leitung von François-Antoine Habeneck im Salle Le Peletier der Académie Royale de Musique.:192 Dabei sangen Henry-Bernard Dabadie (Guillaume Tell), Adolphe Nourrit (Arnold Melcthal), Nicolas-Prosper Levasseur (Walter Furst), Charles Bonel (Melcthal), Louise-Zulme Dabadie (Jemmy), Alexandre Prévost (Gesler), Eugène Massol (Rodolphe), Alexis Dupont (Ruodi), Ferdinand Prévost (Leuthold), Laure Cinti-Damoreau (Mathilde) und Mlle. Mori (Hedwige). Die Bühnenbilder stammten von Pierre-Luc-Charles Cicéri. Die Regie hatte Louis-Jacques Solomé. Für die Choreographie der Tänze war Jean-Pierre Aumer verantwortlich. Im Ballett tanzten die damals bedeutendsten Tänzerinnen wie Lise Noblet, Marie Taglioni oder Pauline Montessu.:454

Kostüme der Aufführung von 1829 (Zeichnungen von Louis Maleuvre)
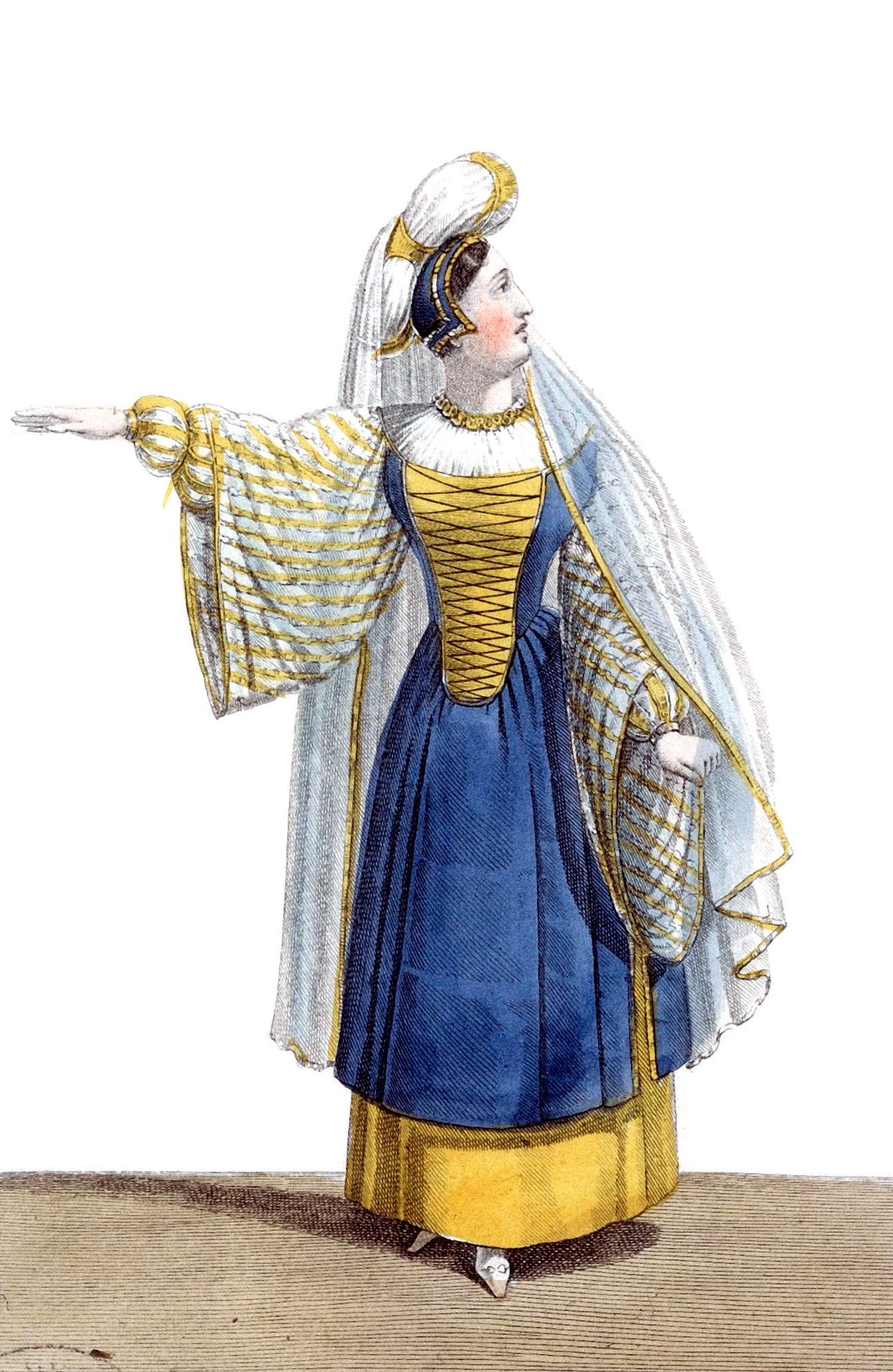
Mathilde (Laure Cinti-Damoreau)
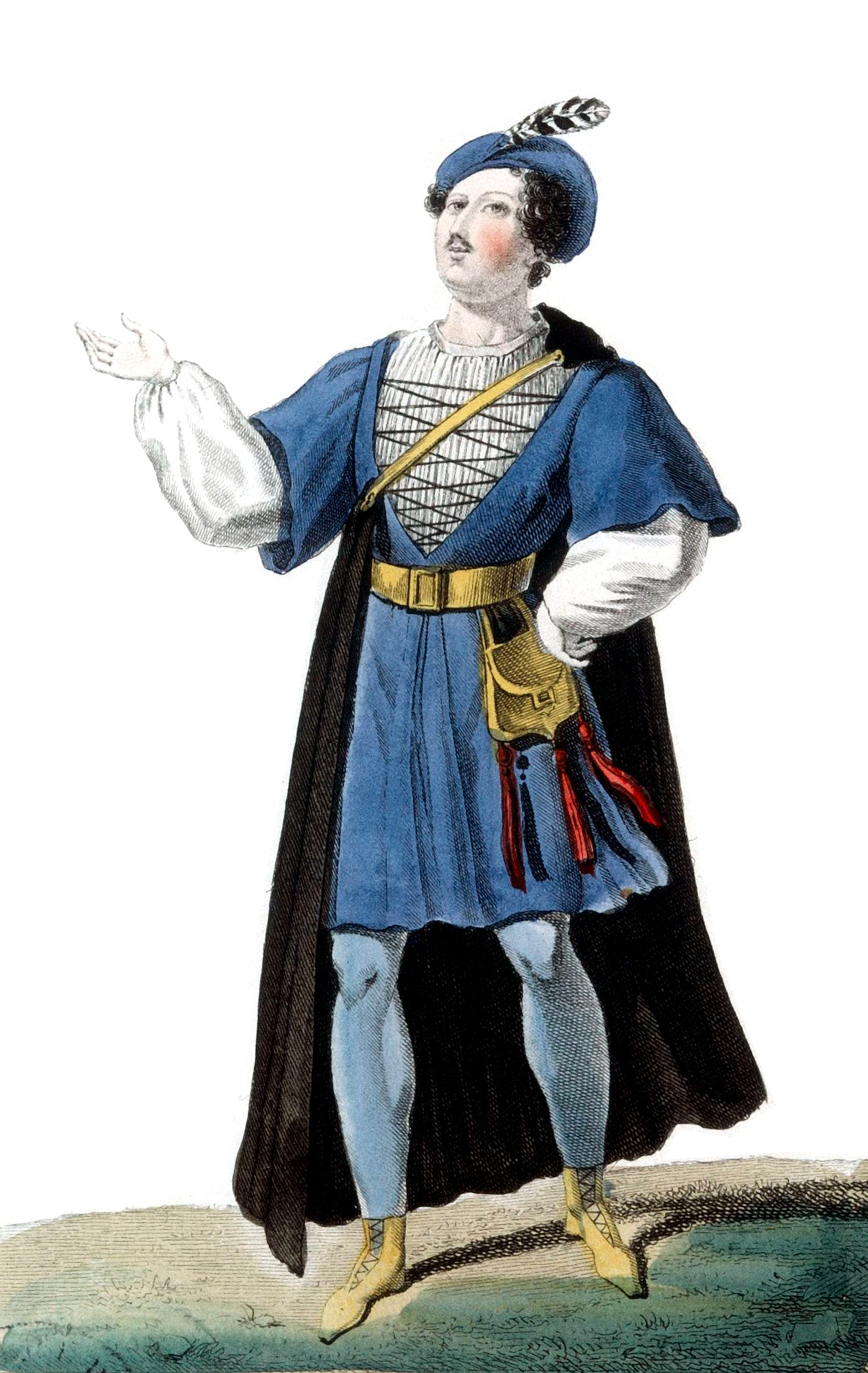
Arnold (Adolphe Nourrit)
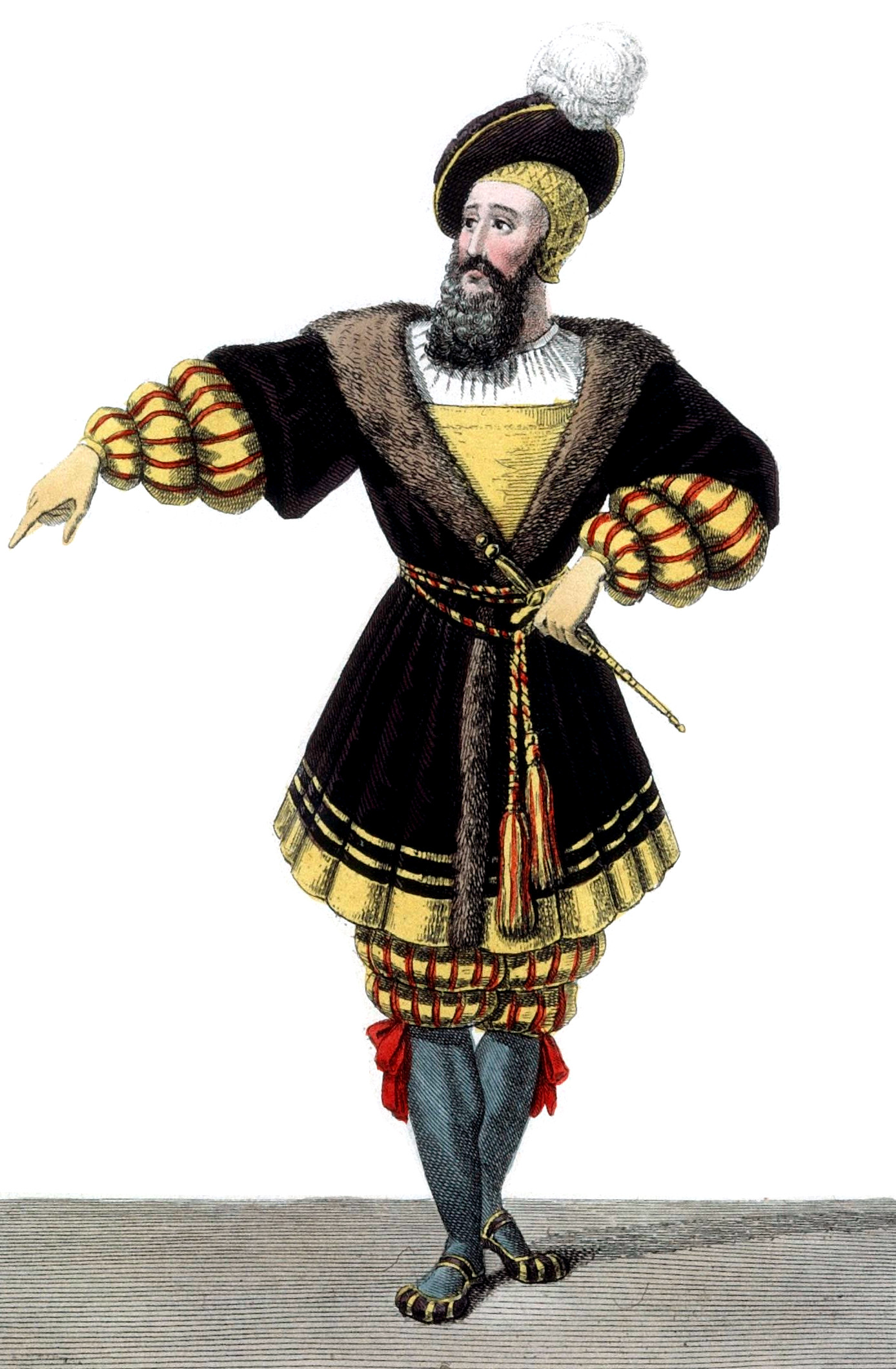
Gesler (Alexandre Prévost)
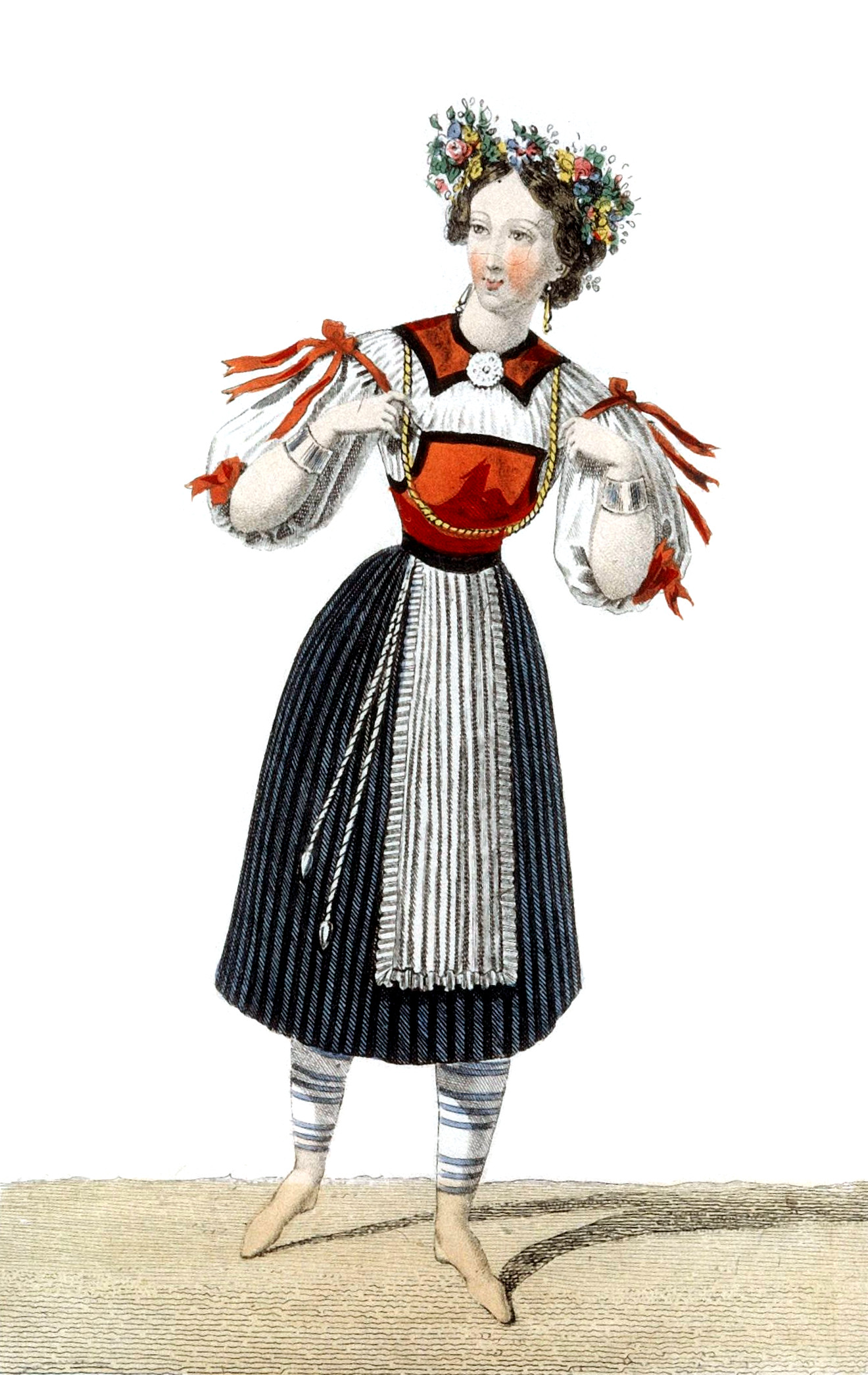
Tänzerin (Marie Taglioni)
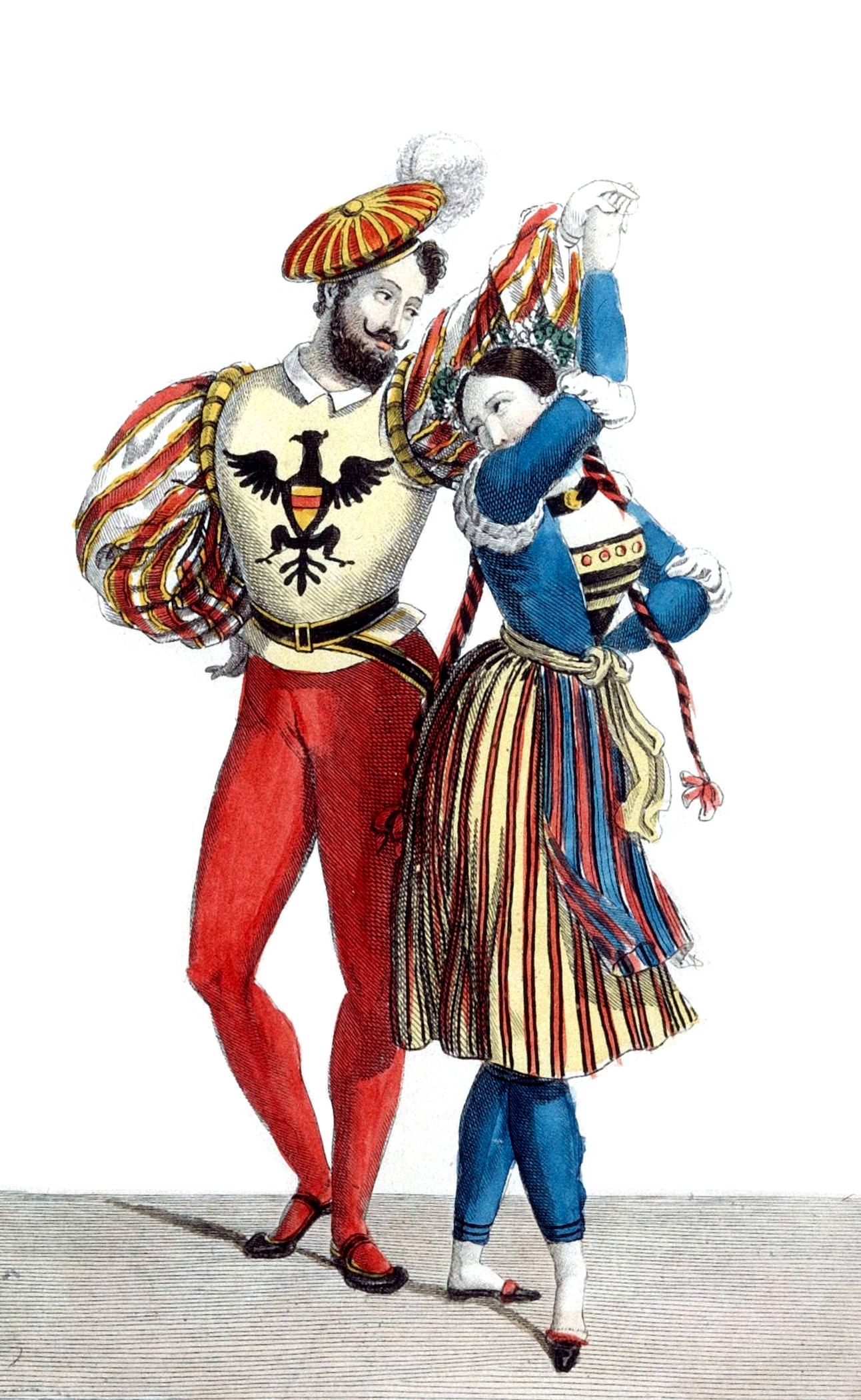
Simon und Mme Elie

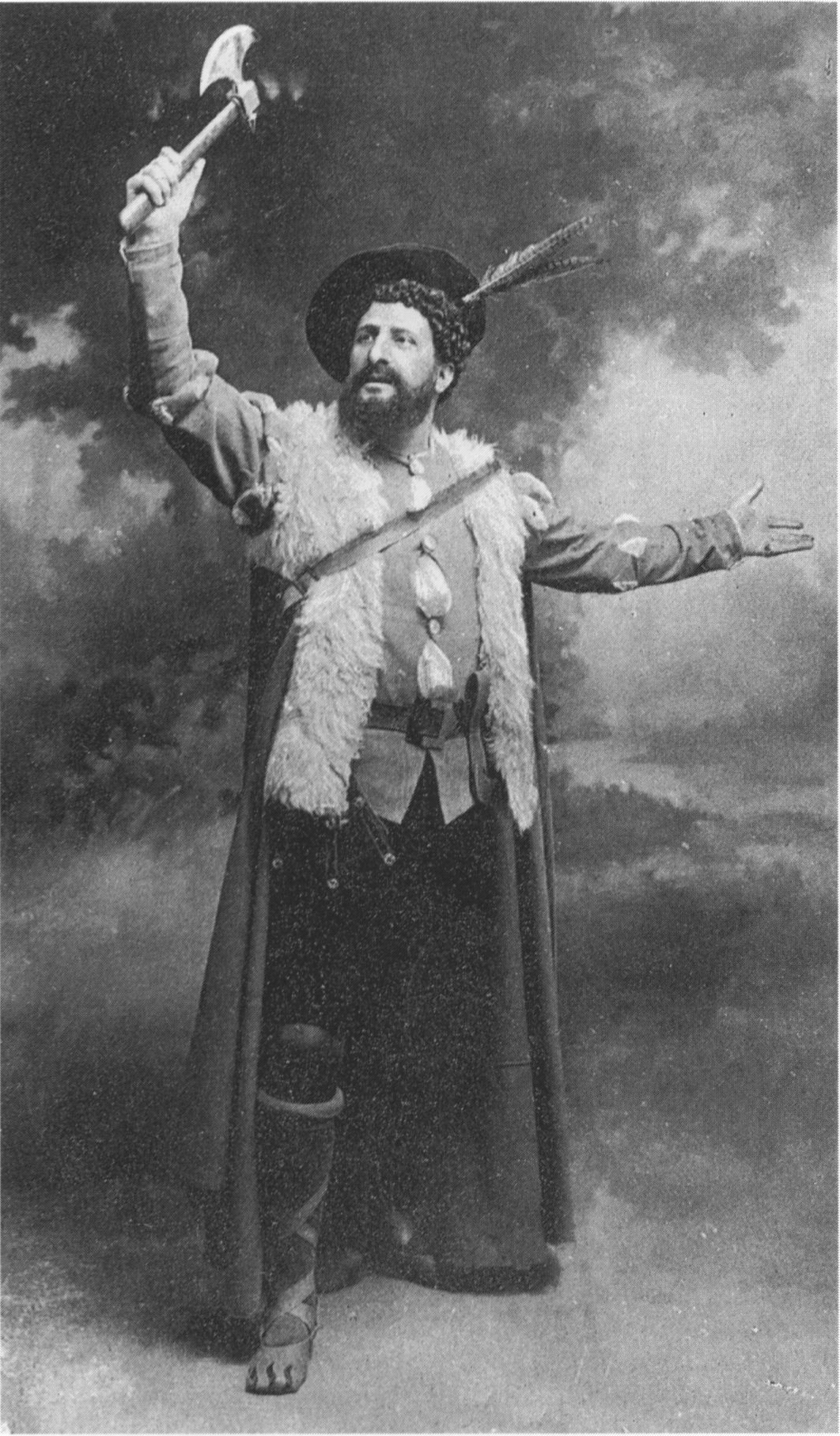
Mattia Battistini als Guillaume Tell

Berichte über die Uraufführung fielen unterschiedlich aus. Das Publikum zeigte sich respektvoll verhalten. Die Presse war dieses Mal dem Komponisten wohlgesinnt, und allmählich gewann die Oper an Beliebtheit. In der Augustausgabe berichtete die Revue musicale, dass die Zuhörer die Musik jetzt verstünden und immer neue Schönheiten entdeckten.:192 Bis zum Sturz von Karl X. im Juli 1830 wurde die Oper 43 Mal an der Opéra aufgeführt. Doch ging man bald daran, die Oper zu verstümmeln. Adolphe Nourrit, ein führender Tenor der Opéra und Arnold der Uraufführung hatte Probleme mit dieser Rolle. Bei der zweiten oder dritten Aufführung ließ er seine Arie „Asile héréditaire“ und die darauffolgende Cabaletta „Amis, amis, secondez ma vengeance“ weg. Der Tenor Gilbert Duprez sang 1837 das hohe c'' dieser Stelle zum ersten Mal mit der Bruststimme – entgegen den Vorstellungen Rossinis, der es mit dem Kreischen eines Kapauns verglich, dem die Kehle durchgeschnitten wird.:132 Duprez krempelte damit den bis dahin herrschenden Gesangsstil und die bisherige Ästhetik um und löste beim Publikum Begeisterungsstürme aus. Aufgrund ihrer Überlänge kürzte Rossini die Oper schon 1831 auf drei Akte und ließ sie mit einem neuen Finale enden.:458 Alexis Azevedo berichtete in seiner Rossini-Biographie von 1864 davon, dass häufig nur der zweite Akt allein mit der zweiten oder dritten Besetzung nach einem beliebigen Ballett-Vorspiel gegeben wurde. In den letzten drei Jahren vor Duprez’ Debüt war in Paris nur noch dieses Bruchstück zu hören.:193 Einer Anekdote zufolge soll Rossini dem Direktor der Opéra, Charles Duponchel, einmal auf seine Bemerkung, dass am Abend der zweite Akt gegeben wurde, geantwortet haben: „Oh, wirklich? Alles — den ganzen Akt?“:194 Am 17. September 1837 gab es offiziell die hundertste Aufführung an der Opéra,:193 und am 10. Februar 1868 wurde die 500. Aufführung gefeiert.:195 Die Oper war bis 1932 Bestandteil des Repertoires der Pariser Oper. Ab 1838 wurde sie in Paris auch am Théâtre-Italien gespielt.:438
Am 18. März 1830 fand in Brüssel die erste Aufführung außerhalb von Paris statt. Sechs Tage später wurde die Oper in Frankfurt am Main in deutscher Sprache gespielt, am 27. März und 3. April in Budapest (aufgeteilt auf zwei Abende). In London wurde am 1. Mai eine englische Bearbeitung von James Planché und Henry Rowley Bishop unter dem Titel Hofer, or The Tell of the Tyrol gegeben.:438 In Italien wurde die Oper als Guglielmo Tell in einer Übersetzung von Luigi Balocchi am 17. September 1831 in Lucca zum ersten Male mit großem Erfolg aufgeführt. Calisto Bassi, der „offizielle Hauptpoet“ der Mailänder Skala, übersetzte den Text ein weiteres Mal ins Italienische. Dessen Fassung oder eine Mischung der beiden später wurde meist derjenigen Balocchis vorgezogen.

Aufgrund des politischen Themas hatte die Oper in einigen Staaten Probleme mit der Zensur. Dort konnte sie nur unter anderen Titeln und mit größeren Anpassungen im Libretto aufgeführt werden. Außer der bereits genannten englischen Fassung betraf dies Aufführungen in Riga (als Karl der Kühne), Sankt Petersburg und Warschau (Carlo il temerario). In Mailand verlangte die habsburgische Zensur, dass der Ort des Geschehens nach Schottland verlegt wurde, der Titel wurde in Guglielmo Vallace umbenannt. In Rom hieß sie Rodolfo di Sterlinga.:133
Die erste vollständige Aufführung im 20. Jahrhundert erfolgte 1972 beim Maggio Musicale Fiorentino unter der Leitung von Riccardo Muti mit Norman Mittelmann, Nicolai Gedda und Éva Marton in den Hauptrollen und einem Bühnenbild von Pier Luigi Pizzi. 1988 dirigierte Muti eine Neueinstudierung am Mailänder Teatro alla Scala auf Basis der vorläufigen kritischen Ausgabe und mit einem neuen italienischen Text von Paolo Cattelan.:459 Die von M. Elizabeth C. Bartlet erstellte kritische Ausgabe wurde 1992 herausgegeben. Darin wurden u. a. die von Rossini nach Erstellung der Troupenas-Ausgabe vorgenommen letzten Änderungen am Autographen berücksichtigt.

### Rezeption der Ouvertüre
Die Ouvertüre diente jahrzehntelang als musikalischer Hintergrund für Reitszenen, besonders in Komödien. So sprengen beispielsweise in Der kleine Däumling Terry-Thomas und Peter Sellers zu den Klängen von Guillaume Tell dahin. In Walt Disneys Zeichentrickfilm The Band Concert von 1935 zerstört Donald Duck die Aufführung der Ouvertüre, indem er immer wieder „Turkey in the Straw“ anstimmt und so die Band aus dem Konzept bringt. Ebenso wird sie im Film Uhrwerk Orange während einer Aktszene gebraucht. Hierauf spielt wiederum eine Aufräumszene in Good Bye, Lenin! an. Das Postauto verwendet mit dem Dreiklanghorn auf der Bergpoststrasse eine Tonfolge aus dem Andante der Ouvertüre. Auch im Intro zum Computerspiel Day of the Tentacle ist die Ouvertüre zu hören. Ein Teil der Komposition bildet die Titelmusik zu der Fernsehserie The Lone Ranger sowie das Finale des Kinofilms Lone Ranger. Eine Interpretation für E-Bass ist unter dem Titel William’s Tale auf Manowars Debütalbum Battle Hymns zu hören.
Diese Bekanntheit der Ouvertüre führte auch dazu, dass diese wesentlich häufiger in Konzertsälen ertönt, als die ganze Oper in Opernhäusern aufgeführt wird, zumal diese nicht zu den am häufigsten gespielten Opern von Rossini gehört.

## Aufnahmen
Guillaume Tell ist vielfach auf Tonträger erschienen. Operadis nennt 32 Aufnahmen im Zeitraum von 1952 bis 2007. Daher werden im Folgenden nur die in Fachzeitschriften, Opernführern oder Ähnlichem besonders ausgezeichneten oder aus anderen Gründen nachvollziehbar erwähnenswerten Aufnahmen aufgeführt.
- 1948 (Verfilmung mit Schauspielern, erste bekannte Aufnahme, stark gekürzt,  mit Zwischentexten, italienische Fassung von Calisto Bassi): Angelo Questa (Dirigent), E. Cancilieri (Inszenierung), Orchester und Chor des Teatro dell’Opera di Roma. Tito Gobbi (Guglielmo Tell), José Soler (Arnoldo), Pina Malgarini (Jemmy), Giulio Tomei (Gessler), Elio Bini (Rodolfo), Gabriela Gatti (Matilde), Anna Maria Marcangeli (Edwige). Bel Canto Society BCS 0657 (1 VC).[13]:15418
- 1951 (erste bekannte Audio-Aufnahme, live, konzertant aus Turin, stark gekürzt, italienische Fassung von Calisto Bassi): Mario Rossi (Dirigent), Orchester und Chor der RAI di Torino. Giuseppe Taddei (Guglielmo Tell), Mario Filippeschi (Arnoldo), Giorgio Tozzi (Gualtiero Fürst), Plinio Clabassi (Melchthal), Graziella Sciutti (Jemmy), Enrico Campi (Gessler), Tommaso Soley (Rodolfo), Antonio Pirino (Ruodi), Mario Zorgniotti (Leutoldo), Rosanna Carteri (Matilde). Cetra 3 CD, Warner Fonit 9573 87489-2 (3 CD), Cantus Classics 500317 (2 CD), MYTO 3 MCD 001.216 (3 CD).[13]:15419
- 1973 (Opernwelt-CD-Tipp: „Referenz-Aufnahme“;[14] vollständig, mit Arie des Jemmy als Anhang): Lamberto Gardelli (Dirigent), Royal Philharmonic Orchestra London, Ambrosian Opera Chorus. Gabriel Bacquier (Guillaume Tell), Nicolai Gedda (Arnold Melcthal), Kolos Kováts (Walther Fürst), Gwynne Howell (Melcthal), Mady Mesplé (Jemmy), Louis Hendrikx (Gesler), Riccardo Cassinelli (Rodolphe), Charles Burles (Ruodi), Nicolas Christou (Leuthold), Montserrat Caballé (Mathilde), Jocelyne Taillon (Hedwige). EMI CD: 7 69951 2, ELECTROLA LP: C 193-02 403/07.[13]:15430f